# Rene Zahkna
Rene Zahkna (* 2. Oktober 1994 in Võru) ist ein estnischer Biathlet. Er ist mehrfacher Medaillengewinner bei internationalen Juniorenmeisterschaften und wurde 2024 Massenstartweltmeister im Sommerbiathlon.

## Sportliche Laufbahn

### Große Erfolge im Juniorenbereich
Rene Zahkna gab sein internationales Debüt im Dezember 2011 bei einem IBU-Cup-Sprintrennen in Ridnaun und belegte den 111. Rang. Im Jahr darauf war er Teil der ersten Olympischen Jugendspiele und sicherte sich in Sprint und Verfolgung die Silbermedaille. Auch im Rahmen der Jugendweltmeisterschaften 2013 ergatterte der Este als Dritter des Sprints und Zweiter der anschließenden Verfolgung - hinter Sean Doherty – zwei Medaillen. Nach einigen Starts im IBU-Cup zu Beginn der Folgesaison nahm er an den Juniorenrennen der Europameisterschaften 2014 teil und gewann mit der Goldmedaille im Einzel seinen ersten Titel bei einem IBU-Wettkampf. Zudem sicherte er sich zusammen mit Meril Beilmann, Tuuli Tomingas und Johan Talihärm Bronze im Mixedwettkampf. Am Saisonende durfte er schließlich auch erstmals im Weltcup starten und erreichte in Kontiolahti nach fehlerfreier Schießleistung Rang 67 im Sprint. Im Verlauf des Winters 2014/15 gewann Zahkna mit zwei 19. Plätzen in Duszniki-Zdrój seine ersten IBU-Cup-Ranglistenpunkte, seine letzten Junioreneuropameisterschaften endeten mit Silber in Einzel und Verfolgung ebenfalls erfolgreich. Daher nahm er auch erstmals an Weltmeisterschaften teil und belegte an der Seite von Kauri Kõiv, Kalev Ermits und Roland Lessing den 15. Rang im Staffelrennen.
Seit der Saison 2015/16 gehört Zahkna fast durchgehend zur estnischen Weltcupmannschaft und gewann im Januar 2016 als 34. des Einzels von Ruhpolding und 40. der Verfolgung von Antholz seine ersten Weltcuppunkte. Mit der Männerstaffel gelang ihm außerdem in Antholz seine erste Top-10-Platzierung. Bei den Sommerbiathlon-Weltmeisterschaften 2016 verpasste der Este als Vierter mit der Mixedstaffel eine Medaille nur knapp, in der folgenden Saison konnte er die vorherigen Ergebnisse nicht bestätigen und erzielte als bestes Einzelergebnis den 45. Platz im Einzel bei den Weltmeisterschaften in Hochfilzen. Nachdem er im Laufe des Winters 2017/18 ein einziges Mal die Punkteränge erreicht hatte und im Rahmen der Europameisterschaften von Ridnaun an der Seite von Regina Oja in der Single-Mixed-Staffel das Podest knapp verpasst hatte, nahm Zahkna im Februar 2018 an seinen ersten Olympischen Spielen teil und belegte in Sprint und Einzel Platzierungen außerhalb der Top 60. Seine bis dahin besten Weltcupergebnisse erreichte er dafür im folgenden Februar bei den Wettkämpfen von Soldier Hollow als 29. der Verfolgung sowie Achter des Single-Mixed-Wettkampfes.

### Weltcuppodest und Sommer-WM-Titel
Ein Coup gelang Zahkna im Winter 2019/20: Während er in den Individualrennen weiterhin nur selten die Punkteränge erreichen konnte, stach zunächst ein fünfter Platz in der Single-Mixed-Staffel von Östersund zu Saisonbeginn heraus. Der große Wurf folgte aber bei den Wettkämpfen auf der Pokljuka-Hochebene in Slowenien nach dem Jahreswechsel, als Zahkna und Regina Oja den zweiten Rang erreichten und sich nur den Franzosen Émilien Jacquelin und Anaïs Bescond um weniger als sechs Sekunden geschlagen geben mussten. Dies stellte gleichzeitig das erste und bis heute einzige Podest für Estland in einem Staffelwettkampf im Weltcup dar. Nach einer durchschnittlichen Folgesaison zeigte der 27-Jährige im Winter 2021/22 sein Können, als er in Oberhof bei schwierigen Wetterbedingungen als einer von fünf Athleten am Schießstand fehlerfrei blieb und im Sprint den 17. Rang erzielte, sein bis heute bestes Resultat in einem Individualrennen. Mit etwas erhöhten Erwartungen zu den Olympischen Spielen von Peking angereist, kam er in Sprint und Verfolgung nicht über den 50. Platz hinaus. Im Zuge der Sommerbiathlon-Weltmeisterschaften 2022 verpasste er schließlich als Fünfter des Massenstarts eine Medaille um lediglich 0,7 Sekunden.
Die folgenden zwei Saisons verliefen im Wesentlichen wieder wie die vorherigen, dabei gelangen Zahkna beispielsweise mit den Rängen 19 und 27 in Sprint und Verfolgung von Nové Město im März 2023 einige Lichtblicke. Im Rahmen der Weltmeisterschaften 2024 erzielte er drei Platzierungen unter den besten 40, mit der Staffel ging es in Soldier Hollow kurz darauf auf Rang zwölf. Ein großer Erfolg gelang dem Esten im August 2024 bei den Sommerbiathlon-Weltmeisterschaften in seiner Heimat Otepää, als er im Massenstart nach drei fehlerfreien Schießeinlagen in Führung zum letzten Stehendschießen kam und trotz dreier Fehler bei jenem Anschlag als Erstplatzierter die Ziellinie überquerte. Dieses Ergebnis war gleichbedeutend mit seiner ersten internationalen Goldmedaille auf Erwachsenenebene und der ersten für die baltische Nation seit Dimitri Boroviks Gold im Crosslaufsprint 23 Jahre zuvor. Im Verlauf des Folgewinters gelangen Zahkna daraufhin vier Platzierungen in den Punkterängen sowie zwei Top-10-Ergebnisse mit der Männerstaffel, wobei der neunte Rang in Ruhpolding – gemeinsam mit Jakob Kulbin, Kristo Siimer und Mehis Udam – das beste Resultat seit Januar 2005 darstellte.

## Sonstiges
Zahknas Vater Hillar Zahkna war ebenfalls Biathlet und nahm Anfang der 1990er Jahre an zwei Olympischen Spielen teil. Neben seiner Biathlonkarriere spielt Rene Zahkna semiprofessionell Fußball und repräsentiert dabei seit 2025 den FC Otepää. Im Mai 2018 debütierte er für den Võru FC Helios bei einer 2:1-Niederlage gegen Tallinna JK Legion sogar in der dritten estnischen Liga (Esiliiga B), und trat 2018 und 2019 fünf weitere Male auf dieser Ebene auf.

## Statistiken

### Weltcupplatzierungen
Die Tabelle zeigt alle Platzierungen (je nach Austragungsjahr einschließlich Olympische Spiele und Weltmeisterschaften).
- 1.–3. Platz: Anzahl der Podiumsplatzierungen
- Top 10: Anzahl der Platzierungen unter den ersten zehn (einschließlich Podium)
- Punkteränge: Anzahl der Platzierungen innerhalb der Punkteränge (einschließlich Podium und Top 10)
- Starts: Anzahl gelaufener Rennen in der jeweiligen Disziplin
- Staffel: inklusive Mixed- und Single-Mixed-Staffeln

| Platzierung               | Einzel | Sprint | Verfolgung | Massenstart | Staffel | Gesamt |
| ------------------------- | ------ | ------ | ---------- | ----------- | ------- | ------ |
| 1. Platz                  |        |        |            |             |         |        |
| 2. Platz                  |        |        |            |             | 1       | 1      |
| 3. Platz                  |        |        |            |             |         |        |
| Top 10                    |        |        |            |             | 10      | 10     |
| Punkteränge               | 7      | 6      | 11         |             | 72      | 96     |
| Starts                    | 24     | 72     | 27         |             | 72      | 195    |
| Stand: Saisonende 2024/25 |        |        |            |             |         |        |

### Weltcupwertungen
Ergebnisse bei Biathlon-Weltcups (Disziplinen- und Gesamtweltcup) gemäß Punktesystem:
| Saison  | Einzel | Einzel | Sprint | Sprint | Verfolgung | Verfolgung | Massenstart | Massenstart | Gesamt | Gesamt |
| Saison  | Platz  | Punkte | Platz  | Punkte | Platz      | Punkte     | Platz       | Punkte      | Platz  | Punkte |
| ------- | ------ | ------ | ------ | ------ | ---------- | ---------- | ----------- | ----------- | ------ | ------ |
| 2015/16 | 58.    | 7      | –      | –      | 79.        | 1          | –           | –           | 97.    | 8      |
| 2017/18 | –      | –      | 80.    | 7      | –          | –          | –           | –           | 90.    | 7      |
| 2018/19 | –      | –      | 85.    | 3      | 63.        | 14         | –           | –           | 84.    | 17     |
| 2019/20 | 59.    | 6      | –      | –      | –          | –          | –           | –           | 89.    | 6      |
| 2020/21 | 50.    | 12     | –      | –      | 76.        | 2          | –           | –           | 84.    | 14     |
| 2021/22 | 37.    | 17     | 64.    | 24     | –          | –          | –           | –           | 72.    | 41     |
| 2022/23 | –      | –      | 48.    | 28     | 60.        | 14         | –           | –           | 60.    | 42     |
| 2023/24 | 53.    | 12     | –      | –      | 60.        | 10         | –           | –           | 68.    | 22     |
| 2024/25 | –      | –      | 54.    | 17     | 38.        | 41         | –           | –           | 55.    | 58     |

### Olympische Winterspiele

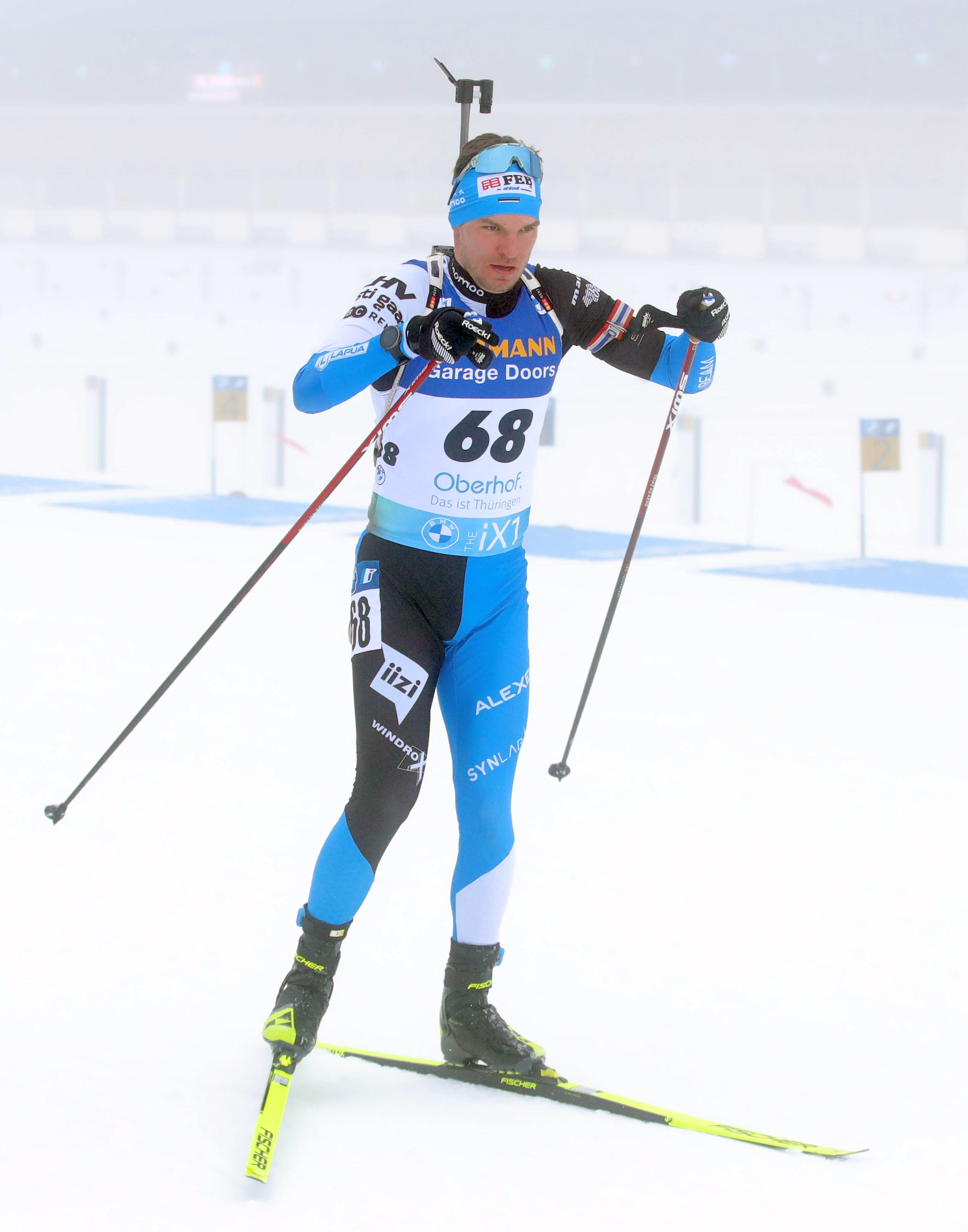
Zahkna während des Sprintrennens bei den Weltmeisterschaften 2023 in Oberhof

Ergebnisse bei Olympischen Winterspielen:
|                                             | Einzelwettbewerbe | Einzelwettbewerbe | Einzelwettbewerbe | Einzelwettbewerbe | Staffelwettbewerbe | Staffelwettbewerbe |
| Einzel                                      | Sprint            | Verfolgung        | Massenstart       | Männerstaffel     | Mixedstaffel       |                    |
| ------------------------------------------- | ----------------- | ----------------- | ----------------- | ----------------- | ------------------ | ------------------ |
| Olympische Winterspiele 2018 \| Pyeongchang | 65.               | 75.               | –                 | –                 | 13.                | –                  |
| Olympische Winterspiele 2022 \| Peking      | 68.               | 50.               | 50.               | –                 | 15.                | 16.                |

### Weltmeisterschaften
Ergebnisse bei Weltmeisterschaften:
| Weltmeisterschaften | Weltmeisterschaften | Einzelwettbewerbe | Einzelwettbewerbe | Einzelwettbewerbe | Einzelwettbewerbe | Staffelwettbewerbe | Staffelwettbewerbe | Staffelwettbewerbe |
| Jahr                | Ort                 | Einzel            | Sprint            | Verfolgung        | Massenstart       | Männerstaffel      | Mixedstaffel       | S.-M.-Staffel      |
| ------------------- | ------------------- | ----------------- | ----------------- | ----------------- | ----------------- | ------------------ | ------------------ | ------------------ |
| 2015                | Kontiolahti         | –                 | –                 | –                 | –                 | 15.                | –                  | nicht ausgetragen  |
| 2016                | Oslo                | 81.               | –                 | –                 | –                 | 14.                | 21.                | nicht ausgetragen  |
| 2017                | Hochfilzen          | 45.               | –                 | –                 | –                 | 21.                | 21.                | nicht ausgetragen  |
| 2019                | Östersund           | –                 | 68.               | –                 | –                 | 14.                | 14.                | 11.                |
| 2020                | Antholz             | 35.               | 59.               | 49.               | –                 | 21.                | 15.                | 12.                |
| 2021                | Pokljuka            | 32.               | 42.               | 39.               | –                 | 21.                | 19.                | 10.                |
| 2023                | Oberhof             | 90.               | 58.               | DNS               | –                 | 15.                | 15.                | 9.                 |
| 2024                | Nové Město          | 40.               | 36.               | 40.               | –                 | 17.                | 12.                | 11.                |
| 2025                | Lenzerheide         | 46.               | 69.               | –                 | –                 | 11.                | 13.                | 15.                |

### Jugend-/Juniorenweltmeisterschaften
Zahkna nahm bis 2013 an den Jugend-, ab 2014 an den Juniorenwettkämpfen teil.
| Weltmeisterschaften | Weltmeisterschaften | Einzelwettbewerbe | Einzelwettbewerbe | Einzelwettbewerbe | Männerstaffel |
| Jahr                | Ort                 | Einzel            | Sprint            | Verfolgung        | Männerstaffel |
| ------------------- | ------------------- | ----------------- | ----------------- | ----------------- | ------------- |
| 2012                | Kontiolahti         | 65.               | 23.               | 18.               | 18.           |
| 2013                | Obertilliach        | 5.                | 3.                | 2.                | 10.           |
| 2014                | Presque Isle        | 24.               | 24.               | 15.               | –             |
| 2015                | Minsk               | 19.               | 14.               | 20.               | 11.           |